# Новопетровське (Зіанчуринський район)
Новопетро́вське (рос. Новопетровское, башк. Яңы Петровка) — присілок у складі Зіанчуринського району Башкортостану, Росія. Адміністративний центр Новопетровської сільської ради.
Населення — 615 осіб (2010; 635 в 2002).
Національний склад:
- башкири — 70%